# Каспар I фон Щархемберг
Каспар I фон Щархемберг (на немски: Kaspar I von Starhemberg) е австрийски благородник от стария могъщ род Щархемберг.

## Биография
Роден е около 1358 година. Той е първородният син на Рюдигер III „Стари“ фон Щархемберг-Вилдберг, Лобенщайн, Вайденхолц, Албрехтсберг († 1389/1391) и втората му съпруга Анна фон Даксберг-Рапотенщайн († 1370/1403), дъщеря на Георг фон Даксберг и Вилбург фон Капелен. Внук е на Гундакер фон Щархемберг-Хорнберг, Топел-Вилдберг († 1346) и Аделхайд фон Ланденберг († 1353). Брат е на Еберхард IV фон Щархемберг (1360 –1429), архиепископ на Залцбург (1427 – 1429), и Гундакар (VII) фон Щархемберг-Вилдберг († 1418), женен 1397 г. за Елизабет фон Хоенберг († 1418). Сестра му Маргарета фон Щархемберг († 1443) е омъжена за Рудолф фон Шерфенберг († 1420).
Каспар е през 1397 г. хауптман на град Фрайщат, от 1400 г. ланд-маршал в Долна Австрия и от 1401 – съветник на херцог Вилхелм Австрийски.
На 5 юли 1394 г. Каспар и брат му Гундакар (VII) по желание на Хайнрих I фон Розенберг приемат от него пленения (1394) римски и бохемски крал Вацлав IV за известно време в техния замък Вилдберг. Така двамата братя попадат в немилост от херцог Албрехт IV Австрийски. По настояване на немските князе те освобождават Вацлав отново на 1 август 1394 г. През 1417 г. Каспар е таен съветник при херцог Албрехт V.
Каспар увеличава значително богатството си чрез зестрите от двете му женитби. Той умира през 1418 г. във Виена. Погребан е в църквата „Св. Михаел“.
Щархембергите са от 1643 г. имперски графове и от 1765 г. имперски князе.

## Фамилия
Първи брак: жени се за Барбара фон Лозенщайн († 1395), дъщеря на Хартнайд 'Млади' фон Лозенщайн, бургграф на Тетелхайм († 1387) и Агнес фон Полхайм († 1380). Те имат един син:
- Георг фон Щархемберг († 1435), женен за Катарина фон Щубенберг

Втори брак: през 1396 г. се жени за Агнес Елизабет фон Полхайм († 1418), дъщеря на Вайкхард XIII фон Полхайм-Лайбниц и Вандула фон Бернегк. Те имат четирима сина:
- Улрих I фон Щархемберг „Стари“ (* ок. 1408; † 1 или 2 септември 1474 в Пюрнщайн), императорски съветник, женен I. 1430 г. за Доротея фон Хоенберг, II. 1470 г. за Магдалена фон Ортенбург († 1480/1506/1508)
- Йохан IV фон Щархемберг/Йоханес III (1412 – 1474), женен I. за фон Тоеринг, II. 1449 г. за Агнес фон Пуххайм († 1455), III. 1459 г. за Елизабет фон Хоенберг (* 1416; † 5 май 1494)
- Рюдигер VI († 1450), женен ок. 1433 г. за Кристина фон Пуххайм
- Гундакар VIII († ок. 1452)